# Wannchampsus
Wannchampsus ('Wann Langston jr. krokodil') is een geslacht van uitgestorven paralligatoride Neosuchia, dicht bij maar niet een echte krokodil. Het is bekend van fossielen die zijn ontdekt in rotsen uit het Vroeg-Krijt in het noorden van centraal Texas, Verenigde Staten.

## Naamgeving
Wannchampsus is gebaseerd op het holotype SMU 76604, een gedeeltelijke schedel en onderkaak. Dit fossiel is met het moedergesteente bevestigd aan een andere gedeeltelijke schedel van hetzelfde geslacht en dezelfde soort, specimen SMU 76605. Een handvol andere fossielen werd geassocieerd gevonden, voornamelijk voorpoten en wervels. Deze fossielen werden gevonden in gesteenten van de Twin Mountains-formatie uit het Laat-Aptien van het Vroeg-Krijt, ten zuidwesten van Stephenville, in Comanche County, Texas; de vindplaats is ook wel bekend als de dinosauriërvindplaats Proctor Lake. 
Wannchampsus werd in 2014 benoemd en beschreven door Thomas Adams. De geslachtsnaam eert de paleontoloog Wann Langston jr. en verbindt diens naam met champsos, volgens Herodotos Egyptisch voor 'krokodil'. De typesoort is Wannchampsus kirpachi, met de soortaanduiding ter ere van Wesley Kirpach, die belangrijk was in de ontdekking en opgravingen van het type-exemplaar.

## Beschrijving
De schedels worden beschreven als laag en breed en zijn klein; SMU 76604 wordt geschat op vierenzestig millimeter lang en SMU 76605 wordt geschat op tweeënzestig millimeter lang. De onderkaak mist uitwendige mandibulaire fenestrae en de derde tand van de maxilla (belangrijkste tanddragend bot van de bovenkaak) en de vierde tand van het dentarium (tanddragend bot van de onderkaak) zijn vergroot. De tanden worden breder en minder conisch richting het kaakgewricht, en de tanden aan het voorste uiteinde van de onderkaak steken naar voren (het voorste uiteinde van de snuit, bestaande uit de premaxillae, is niet bekend). Kenmerken van de schedel en wervels geven aan dat de individuen jongvolwassen zijn. 

## Fylogenie
Adams voerde een fylogenetische analyse uit en ontdekte dat Wannchampsus kirpachi een afgeleide paralligatoride was, nauw verwant aan de 'Glen Rose-form', die hij beschouwde als behorend tot het geslacht Wannchampsus.